# Lutin des bleuets
Callophrys henrici
Espèce
Le Lutin des bleuets (Callophrys henrici) est une espèce nord-américaine de lépidoptères (papillons) de la famille des Lycaenidae et de la sous-famille des Theclinae.

## Noms vernaculaires
Le Lutin des bleuets se nomme en anglais Henry's Elfin.

## Description
Le Lutin des bleuets est un papillon d'une envergure de 20 mm à 32 mm avec une très courte queue à chaque aile postérieure au dessus marron,,.
Le revers est marron orné d'une fine ligne blanche postmédiane.

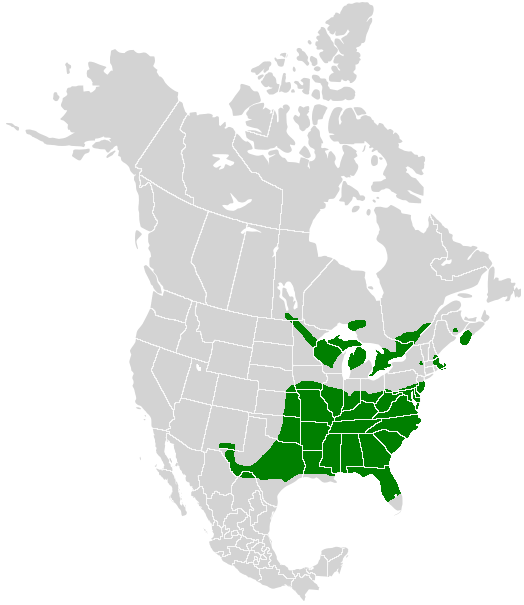
aire de répartition du Lutin des bleuets

### Chenille
La chenille est verte ornée d'une ligne dorsale verdâtre.

### Espèces proches
Le Lutin givré (Callophrys irus) est très semblable.

## Biologie

### Période de vol et hivernation
C'est la chrysalide qui hiverne,.
Il vole en une génération de février à mai.

### Plantes hôtes
Les plantes hôtes de sa chenille sont nombreuses,  Ilex vomitoria, Ilex opaca,  Cercis canadensis, Diospyros texana, Gaylussacia, Prunus, Vaccinium et  Rhamnus frangula au Canada,.

## Distribution et biotopes
Le Lutin des bleuets est présent dans toute la moitié est de l'Amérique du Nord, au Canada dans le sud du Nouveau-Brunswick et en Nouvelle-Écosse, du Minnesota à  l'Oklahoma et au Texas jusqu'à la cote atlantique,.
Il réside en bordure des forêts de pins.

## Systématique
L'espèce Callophrys henrici a été décrite par Augustus Radcliffe Grote et Coleman Townsend Robinson en 1867, sous le nom initial de Thecla henrici.
Elle est placée dans le sous-genre Incisalia, qui est parfois traité comme un genre distinct.
Elle est donc parfois appelée Callophrys (Incisalia) henrici ou encore Incisalia henrici.

### Sous-espèces
- Incisalia henrici henrici
- Incisalia henrici margaretae dos Passos, 1943; présent en Floride.
- Incisalia henrici solatus Cook & Watson, 1909; présent au Texas.
- Incisalia henrici turneri Clench, 1943; présent au Kansas.
- Incisalia henrici viridissima Pavulaan, 1998; présent en Caroline du Nord
- Incisalia henrici yahwehus (Gatrelle, 1999); présent en Caroline du Sud[1].

## Protection
Pas de statut de protection particulier.